# جاستن ليون
جاستن ليون (بالإنجليزية: Justin Leone)‏ هو لاعب كرة قاعدة أمريكي، ولد في 9 مارس 1977 في وادي لاس فيغاس في الولايات المتحدة.

## وصلات خارجية
- جاستن ليون على موقع دوري كرة القاعدة الرئيسي (الإنجليزية)
- جاستن ليون على موقعبيزبول رفرنس.كوم (الدوري الرئيسي) (الإنجليزية)
- جاستن ليون على موقعبيزبول رفرنس.كوم (الدوري الثانوي) (الإنجليزية)
- جاستن ليون على موقع إي إس بي إن.كوم (أم.أل.بي) (الإنجليزية)
- جاستن ليون على موقع مشجعي الرسوم البيانية (الإنجليزية)